# عالم الأطفال (شركة)
عالم الأطفال (الروسية: «Де́тский мир») أو ديتسكاي مير هي متاجر تجزئة روسي للأطفال.  تأسست في يونيو 1957 ، اعتبارًا من فبراير 2017 ، كان لدى الشركة 525 متجرًا.  وهي أكبر شركة تجزئة لسلع الأطفال في روسيا ورابطة الدول المستقلة ، ولها سلسلة بيع بالتجزئة في كل من روسيا وكازاخستان. تمتلك مجموعة ديتسكاي مير أيضًا سلسلة متاجر إ. ل. سي. (مركز التعليم المبكر) في روسيا.  في فبراير 2017 ، أدرجت باو ديتسكاي مير أسهمها في طرح عام أولي.  فلاديمير تشيراكوف هو الرئيس التنفيذي. 